# Fresney-le-Vieux
Fresney-le-Vieux és un municipi francès situat al departament de Calvados i a la regió de Normandia. L'any 2007 tenia 271 habitants.

## Demografia

### Població
El 2007 la població de fet de Fresney-le-Vieux era de 271 persones. Hi havia 95 famílies de les quals 13 eren unipersonals (13 dones vivint soles i 13 dones vivint soles), 26 parelles sense fills i 56 parelles amb fills.
La població ha evolucionat segons el següent gràfic:
Habitants censats

### Habitatges
El 2007 hi havia 102 habitatges, 96 eren l'habitatge principal de la família i 5 estaven desocupats. Tots els 102 habitatges eren cases. Dels 96 habitatges principals, 88 estaven ocupats pels seus propietaris i 9 estaven llogats i ocupats pels llogaters; 1 tenia una cambra, 1 en tenia dues, 9 en tenien tres, 25 en tenien quatre i 61 en tenien cinc o més. 81 habitatges disposaven pel capbaix d'una plaça de pàrquing. A 31 habitatges hi havia un automòbil i a 61 n'hi havia dos o més.

### Piràmide de població
La piràmide de població per edats i sexe el 2009 era:
| Homes | Edats   | Dones |
| ----- | ------- | ----- |
| 0     | 95 o +  | 0     |
| 0     | 90 a 94 | 0     |
| 0     | 85 a 89 | 0     |
| 0     | 80 a 84 | 0     |
| 0     | 75 a 79 | 0     |
| 0     | 70 a 74 | 8     |
| 4     | 65 a 69 | 4     |
| 20    | 60 a 64 | 8     |
| 8     | 55 a 59 | 8     |
| 0     | 50 a 54 | 4     |
| 4     | 45 a 49 | 4     |
| 4     | 40 a 44 | 8     |
| 12    | 35 a 39 | 0     |
| 12    | 30 a 34 | 16    |
| 16    | 25 a 29 | 12    |
| 4     | 20 a 24 | 4     |
| 4     | 15 a 19 | 8     |
| 8     | 10 a 14 | 12    |
| 8     | 5 a 9   | 8     |
| 4     | 0 a 4   | 4     |

## Economia
El 2007 la població en edat de treballar era de 180 persones, 140 eren actives i 40 eren inactives. De les 140 persones actives 128 estaven ocupades (72 homes i 56 dones) i 12 estaven aturades (2 homes i 10 dones). De les 40 persones inactives 12 estaven jubilades, 16 estaven estudiant i 12 estaven classificades com a «altres inactius».

### Ingressos
El 2009 a Fresney-le-Vieux hi havia 99 unitats fiscals que integraven 274 persones, la mediana anual d'ingressos fiscals per persona era de 19.807 €.

### Activitats econòmiques
Dels 3 establiments que hi havia el 2007, 1 era d'una empresa de construcció, 1 d'una empresa immobiliària i 1 d'una empresa de serveis.
L'únic servei als particulars que hi havia el 2009 era una lampisteria.
L'any 2000 a Fresney-le-Vieux hi havia 8 explotacions agrícoles que ocupaven un total de 344 hectàrees.

## Poblacions més properes
El següent diagrama mostra les poblacions més properes.